# Mitreo

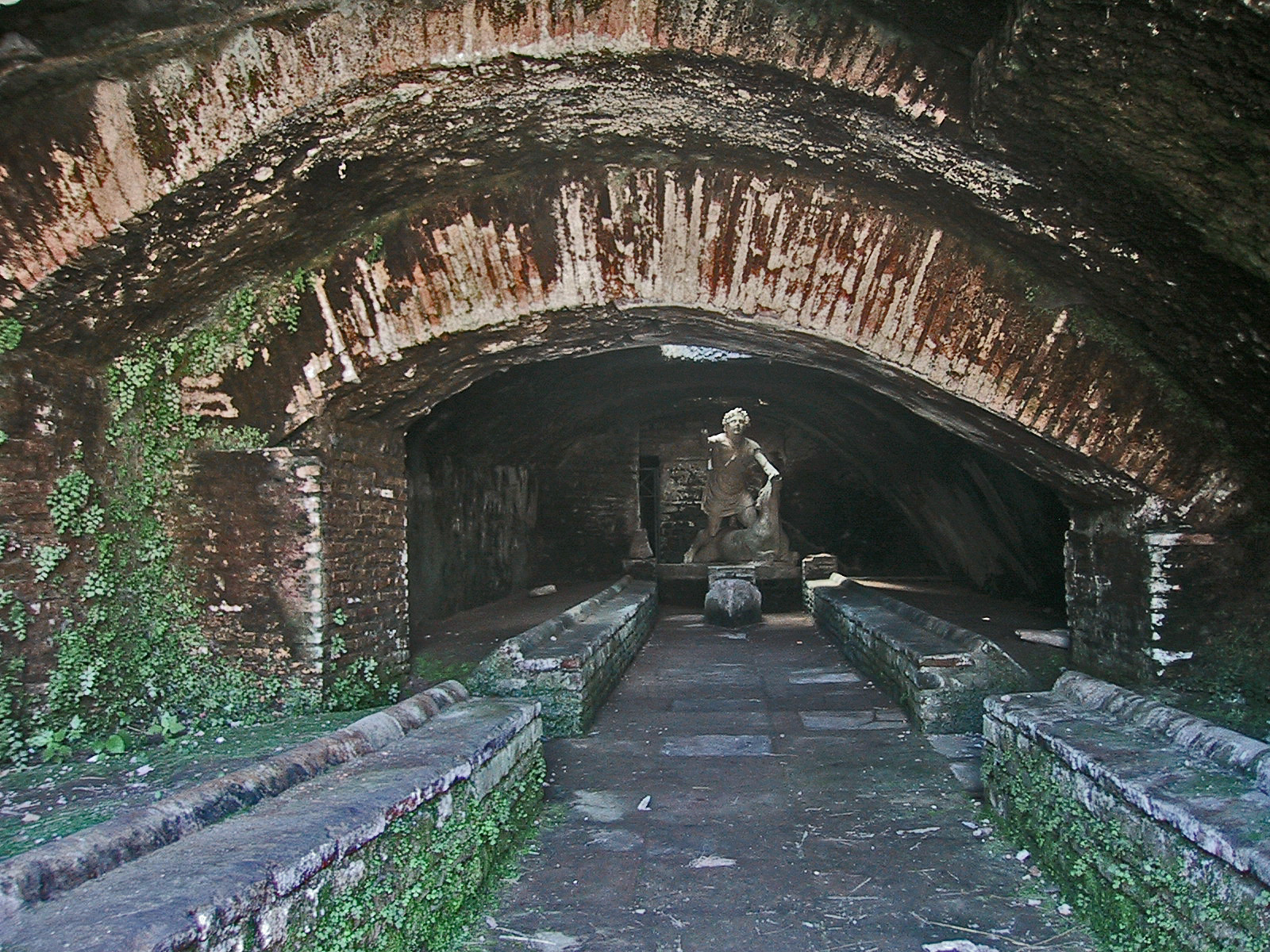
Un mitreo ritrovato nel sito archeologico di Ostia

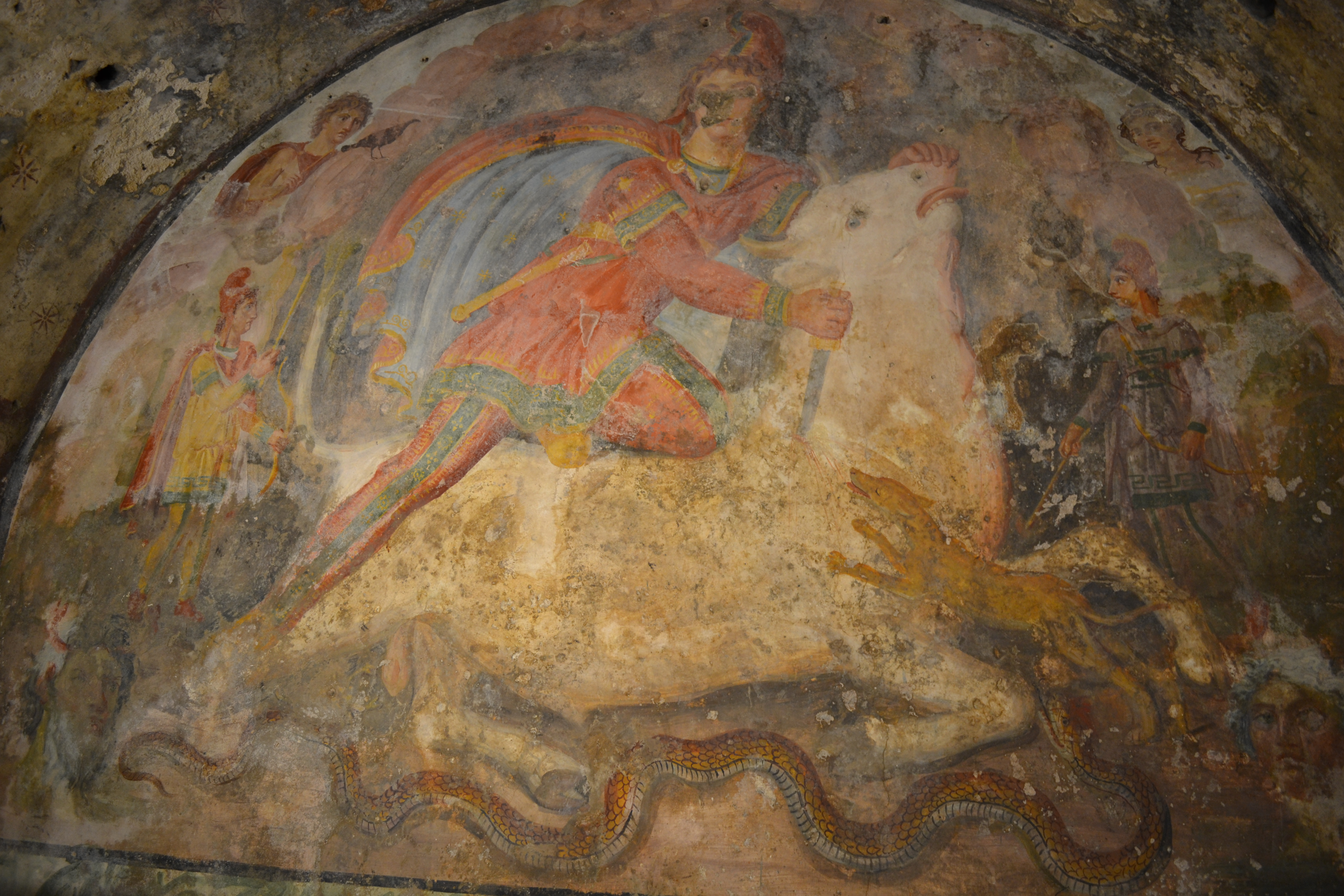
Tauroctonia affrescata nel mitreo di Santa Maria Capua Vetere, II secolo d.C.

Il mìtreo era il centro del culto e il luogo di incontro dei seguaci del mitraismo.

## Caratteristiche
Si trattava di una cavità o di una caverna naturale adattata, talvolta già utilizzata da precedenti culti religiosi locali, oppure di un edificio artificiale che imitava una caverna; quando possibile, il mitreo era costruito all'interno o al di sotto di un edificio esistente. Anche quando non erano collocati in luoghi sotterranei, i mitrei erano comunque luoghi oscuri e privi di finestre. Il sito di un mitreo solitamente può essere anche identificato dalla sua entrata separata o da un vestibolo. Il suo spazio interno a forma di rettangolo, chiamato spelaeum o spelunca, solitamente prevede panchine lungo le mura laterali per il banchetto rituale, detto anche agape e una nicchia al fondo, prima della quale era posto un altare. Sul soffitto era solitamente dipinto un cielo stellato con la riproduzione dello zodiaco e dei pianeti. 
Sul fondo del mitreo, rappresentazione del cosmo, era posta la scultura della tauroctonia che raffigura Mitra che compie l'uccisione rituale del toro cosmogonico. Secondo il filosofo Porfirio (III sec. d. C.) «fu Zoroastro il primo a consacrare a Mitra, padre e artefice di tutte le cose, un antro naturale situato nei vicini monti della Persia, ricco di fiori e fonti: l'antro per lui recava l'immagine del cosmo di cui Mitra è demiurgo, e le cose situate nell'antro [....] erano simboli degli elementi cosmici e delle regioni del cielo.»
Nel mitraismo l'acqua svolgeva un ruolo purificatorio importante, pertanto nelle vicinanze del santuario vi era spesso una sorgente naturale o artificiale.
I mitrei, così differenti dai grandi templi dedicati alle divinità dei culti pubblici, si distinguevano anche per il fatto di essere di dimensioni modeste; il servizio di culto, che terminava in un banchetto comune, era officiato da una piccola comunità, solitamente formata da qualche dozzina di persone.

## Mitrei in Italia

### Campania

#### Mitrei di Napoli
- Mitreo della Crypta Neapolitana (Grotta di Pozzuoli a Posillipo)
- Mitreo dell'Antro di Mitra a Pizzofalcone (ipotizzato)
- Mitreo dell'area archeologica del Carminiello ai Mannesi
- Mitreo della Chiesa di Sant'Aspreno al Porto

#### Altri mitrei

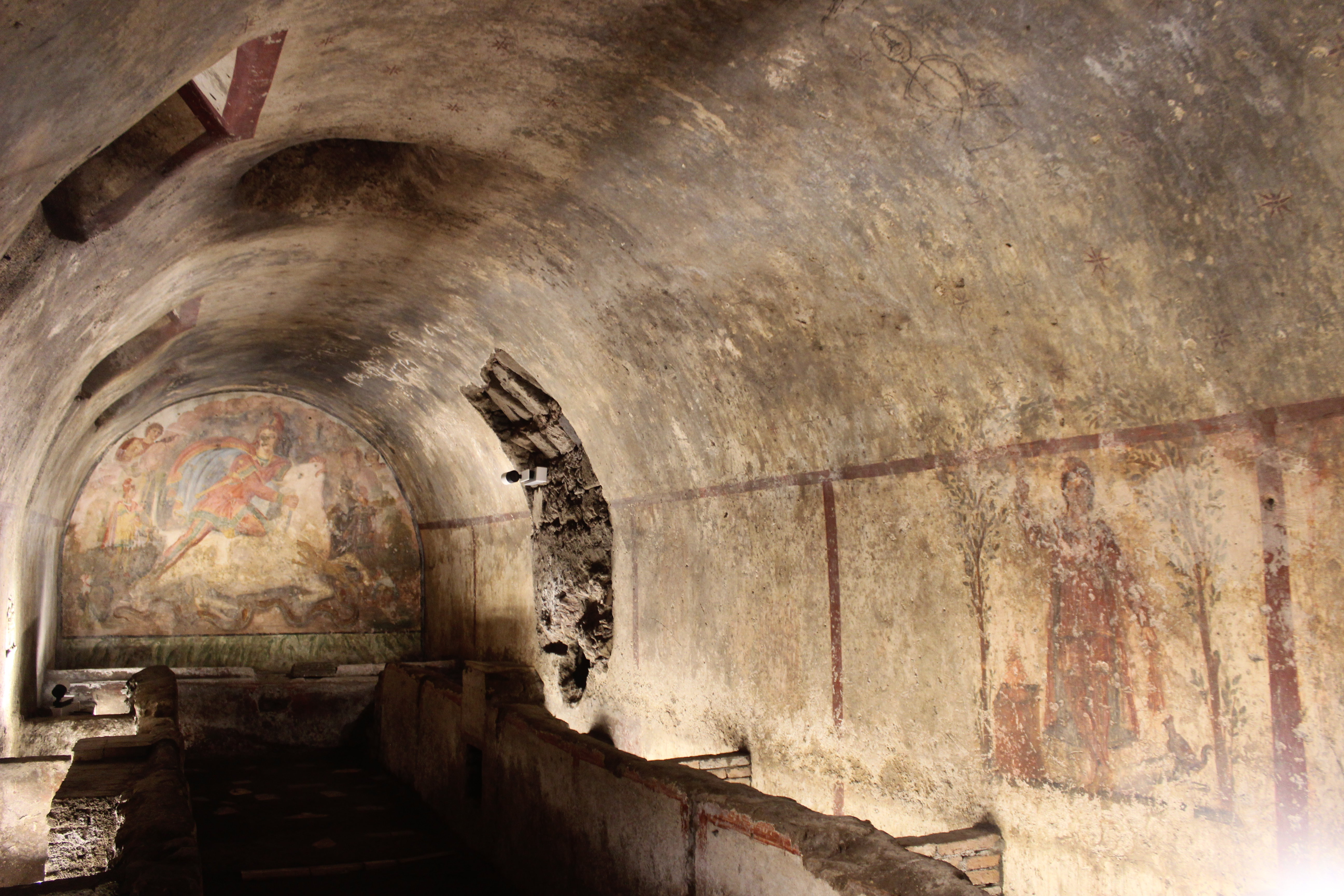
Il mitreo di Capua

- Mitreo di Santa Maria Capua Vetere (con tauroctonia affrescata)
- Mitreo di Calvi Risorta[senza fonte]
- Mitreo di Pozzuoli
- Mitreo di Ischia[senza fonte]
- Mitreo di Capri[senza fonte]

### Friuli-Venezia Giulia
- Mitreo di Aquileia[2]
- Mitreo di Duino
- Mitreo di Camporosso

### Lazio

#### Mitrei di Roma
- Mitreo di San Clemente

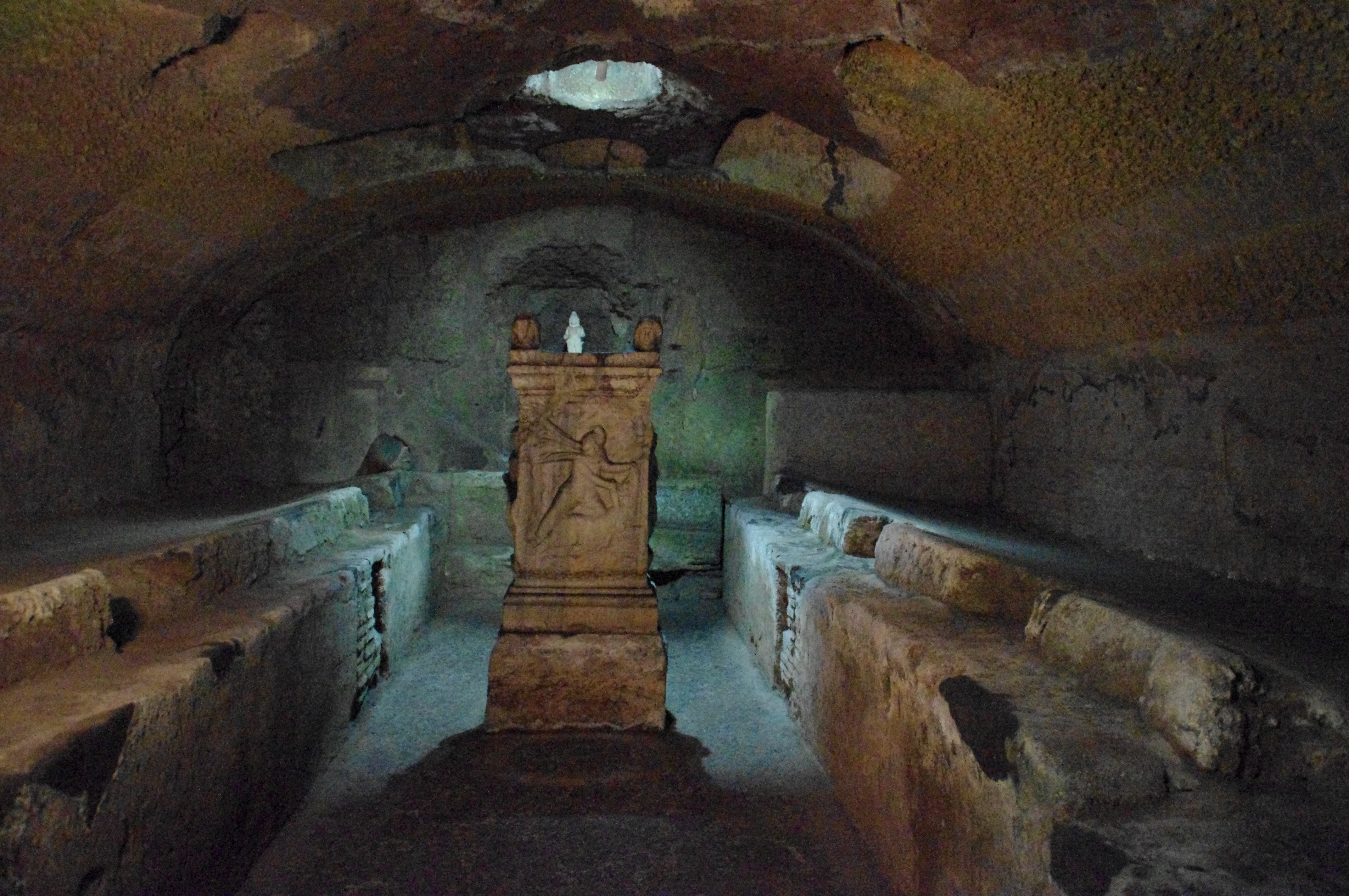
Il mitreo di San Clemente a Roma

- Mitreo Barberini (con tauroctonia affrescata)
- Mitreo delle Terme di Caracalla
- Mitreo di Santa Prisca
- Mitreo del Circo Massimo
- Mitreo sotto la Basilica di S.Stefano Rotondo

Vi sono a Roma almeno altri 15 mitrei in varie parti della città, non tutti visitabili.

#### Mitrei di Ostia

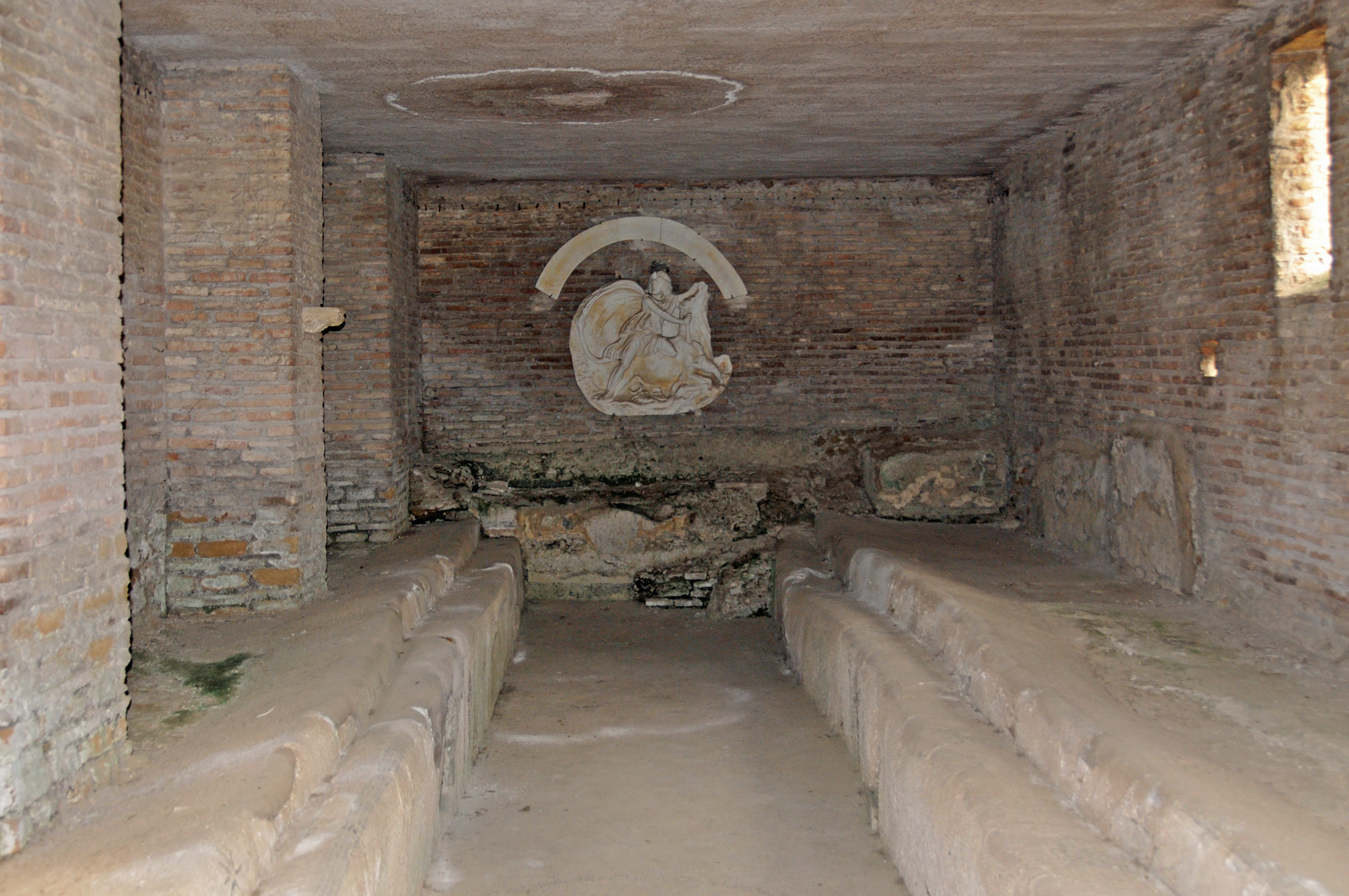
Il mitreo delle Sette Sfere di Ostia

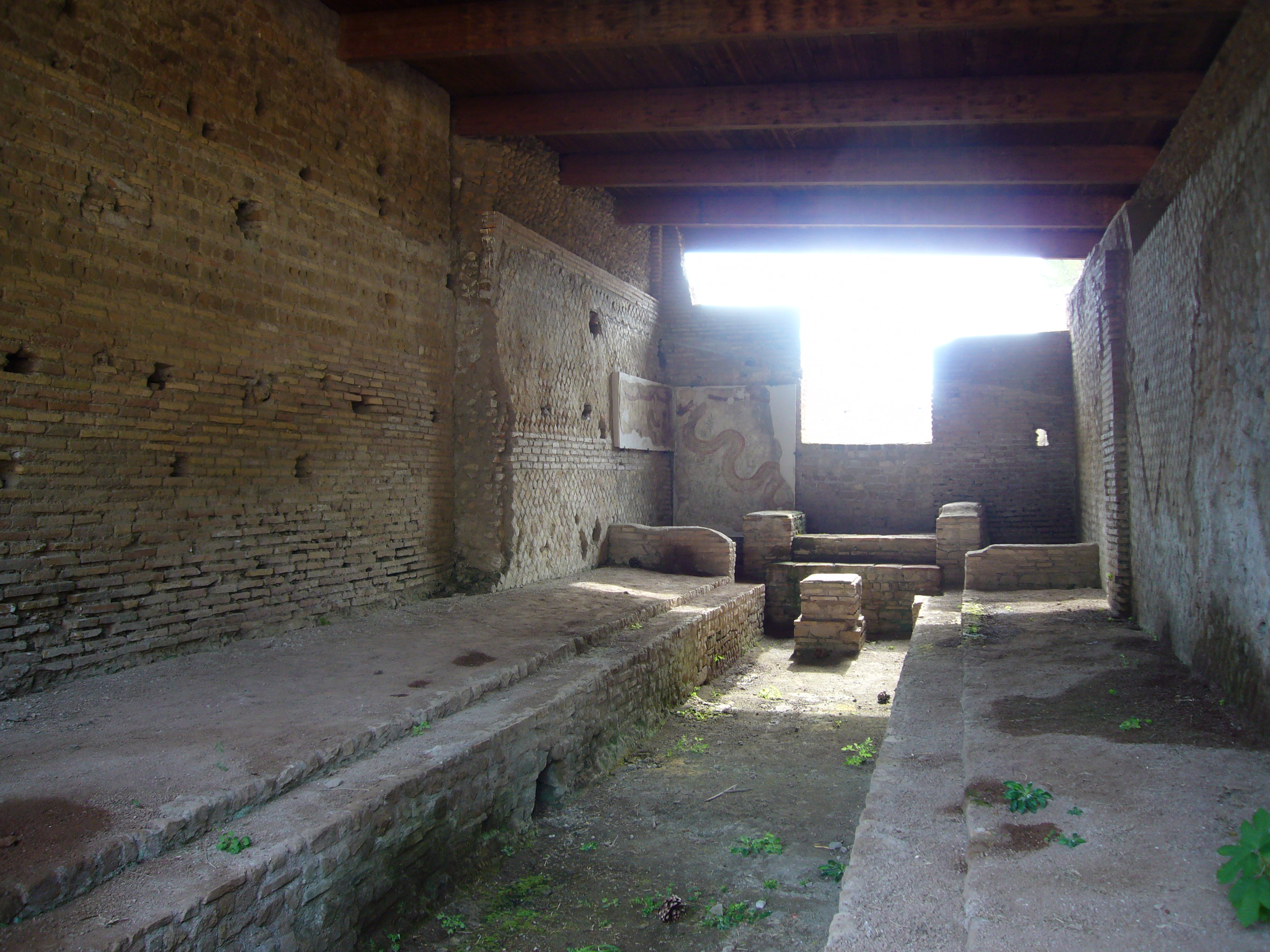
Mitreo dei Serpenti di Ostia

- Mitreo Aldobrandini
- Mitreo delle 7 sfere
- Mitreo degli animali
- Mitreo delle 7 porte
- Mitreo di Felicissimus
- Mitreo di Fructosus
- Mitreo delle Terme
- Mitreo delle Pareti Dipinte
- Mitreo del Palazzo Imperiale
- Mitreo della Planta Pedis
- Mitreo dei Serpenti
- Mitreo di Lucrezio Menandro
- Mitreo della Casa di Diana
- Mitreo Fagan

#### Altri mitrei

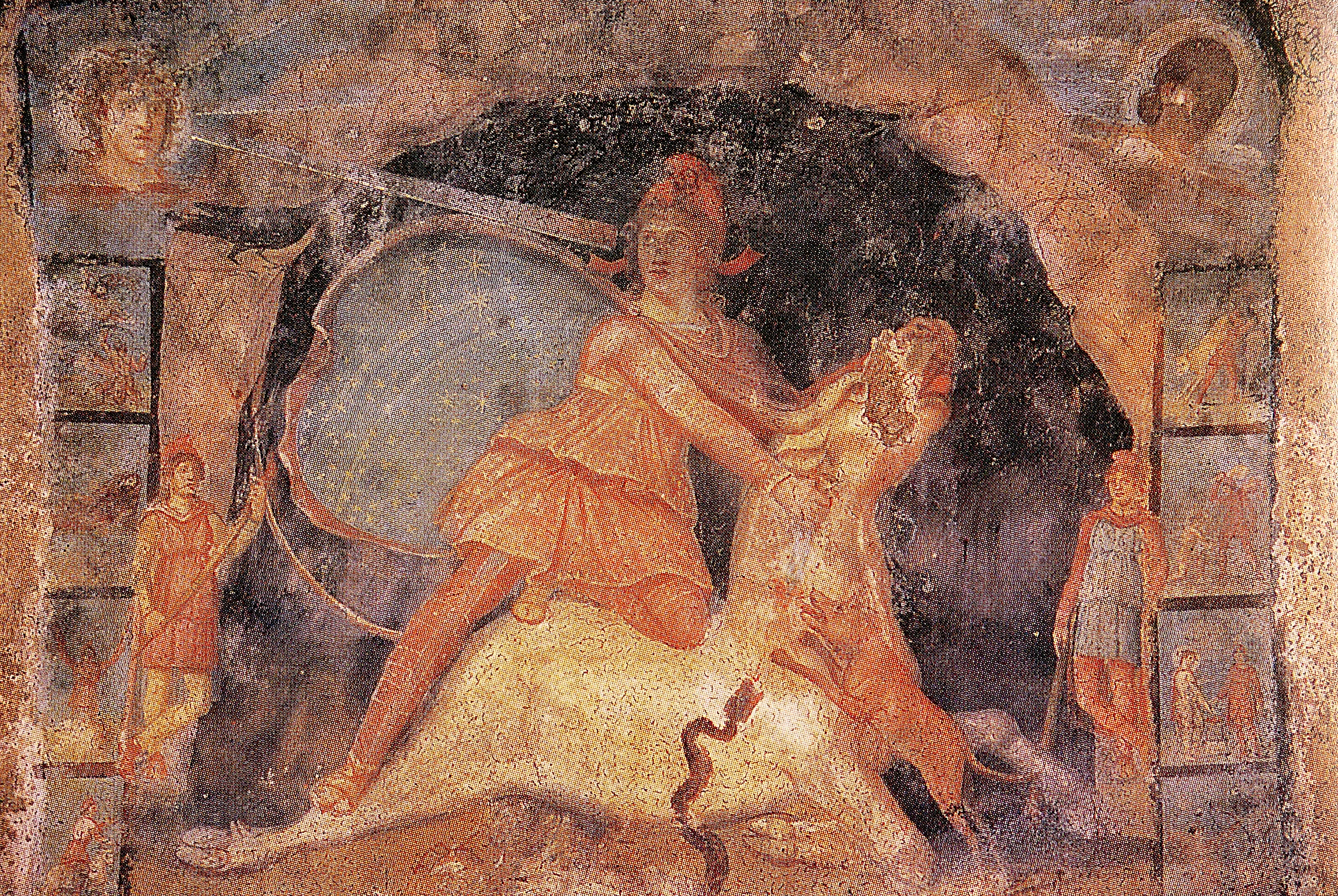
L'affresco nel mitreo di Marino

- Mitreo di Marino (con tauroctonia affrescata)
- Mitreo di Vulci[3]
- Mitreo di Sutri[4]
- Mitreo di Ponza, con affreschi[5]
- Mitreo di Antium[6]
- Mitreo di Itri (in stato di degrado)[7]

### Lombardia
- Mitreo di Angera (testimoniato da un'iscrizione) [8]

### Marche
- Mitreo di Macerata[senza fonte]
- Mitreo di Urbino[senza fonte]
- Mitreo di Fano[9]
- Mitreo di Sassoferrato

### Sicilia
- Mitreo di Siracusa
- Mitreo di Catania

### Toscana
- Mitreo di Cosa[10]

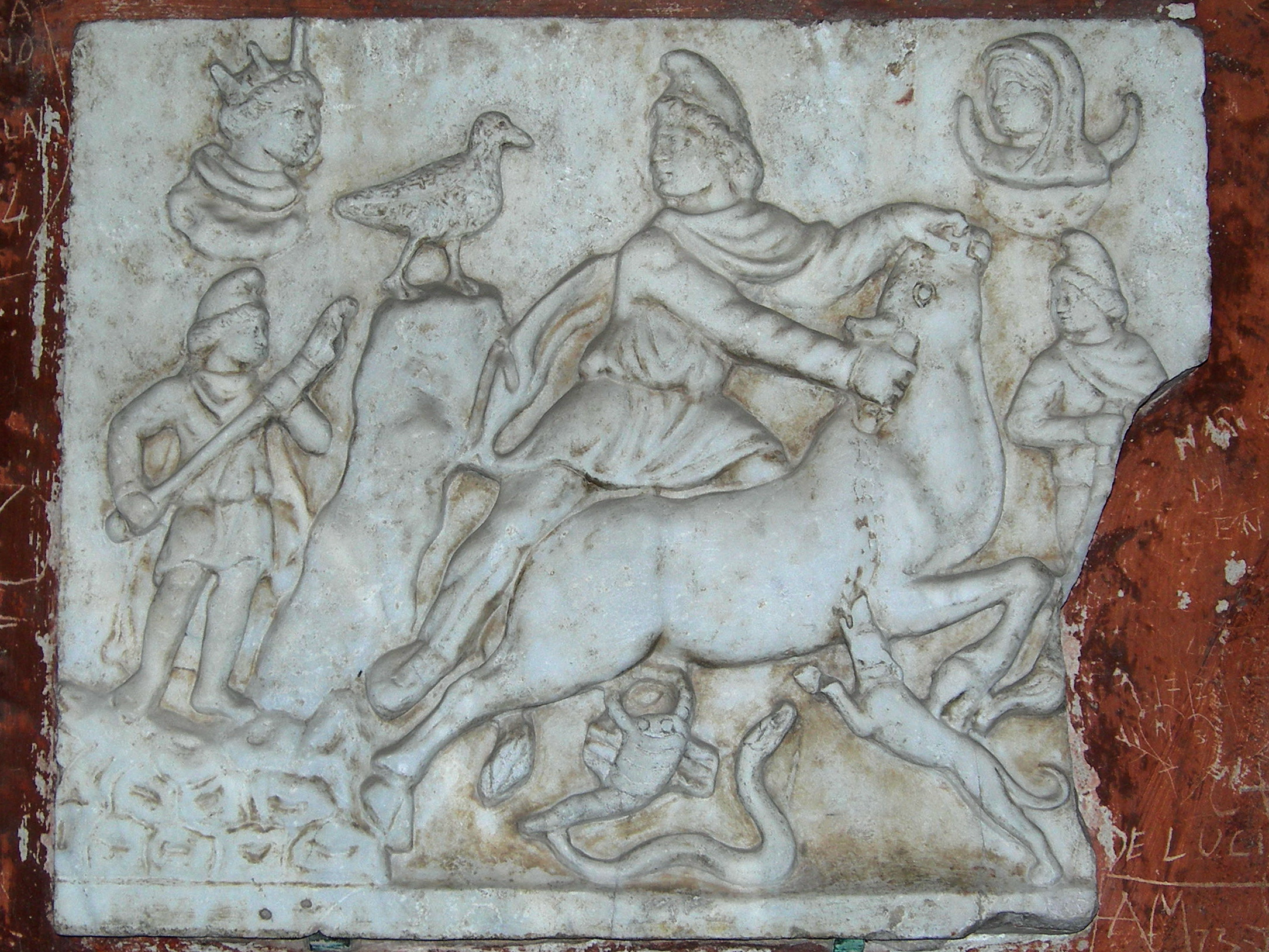
Rilievo di Mitra tauroctono a Pisa

- Mitreo di Pisa (attestato solamente da un rilievo)

### Umbria
- Mitreo di San Valentino a Terni (ipogei ritenuti possibili "mitrei")[11]
- Mitreo di Spoleto (in stato di degrado, si conservano frammenti di statuine)[12]

Anche le cosiddette "Grotte di San Fortunato", a Montefalco (PG), nei pressi dell'omonimo convento, possono essere ipoteticamente considerate delle piccole aule deputate al culto del mitraismo.

## Mitrei in Austria
- Mitrei di Carnuntum
- Mitreo di Immurium (presso il castello di Moosham, Unternberg)

## Mitrei in Francia
- Mitreo di Biesheim[13]
- Mitreo di Bordeaux (Burdigala)[14]
- Mitreo di Lillebonne (Juliobona)[15]
- Mitreo di Sarrebourg (Pons Saravi),[16] di cui resta un rilievo, conservato al Musée de la Cour d'Or di Metz

## Mitrei in Germania
- Mitrei di Colonia (distrutti o non visitabili)
- Mitreo di Dieburg[17]
- Mitreo di Dormagen (Durnomagus)
- Mitrei di Friedberg (si conservano un rilievo e due altari)
- Mitreo di Gimmeldingen, presso Neustadt an der Weinstraße
- Mitrei di Güglingen
- Mitreo di Halberg, presso Saarbrücken
- Mitrei di Heidelberg (quartiere di Neuenheim, si conserva un bassorilievo a Karlsruhe)[18]
- Mitreo di Königsbrunn
- Mitreo di Künzing (Quintana)[19]
- Mitrei di Ladenburg (Lopodunum)[20]
- Mitreo di Magonza (distrutto nel 1976, si conserva l'altare)
- Mitreo di Mundelsheim[21]
- Mitrei di Nida (oggi Heddernheim, quartiere di Francoforte)
- Mitreo di Ober-Florstadt [22]
- Mitreo di Osterburken (testimoniato da una lastra scolpita)[23]
- Mitreo di Pfaffenhofen am Inn (Pons Aeni), nei pressi di Rosenheim[24]
- Mitreo di Reichweiler[25]
- Mitreo di Riegel[26]
- Mitrei di Stockstadt[27]
- Mitreo di Treviri (Augusta Treverorum)[28]
- Mitreo di Wiesbaden (Aquae Mattiacorum)[29]
- Mitreo di Wiesloch [30]

## Mitrei in Israele
- Mitreo di Cesarea marittima

## Mitrei nel Regno Unito

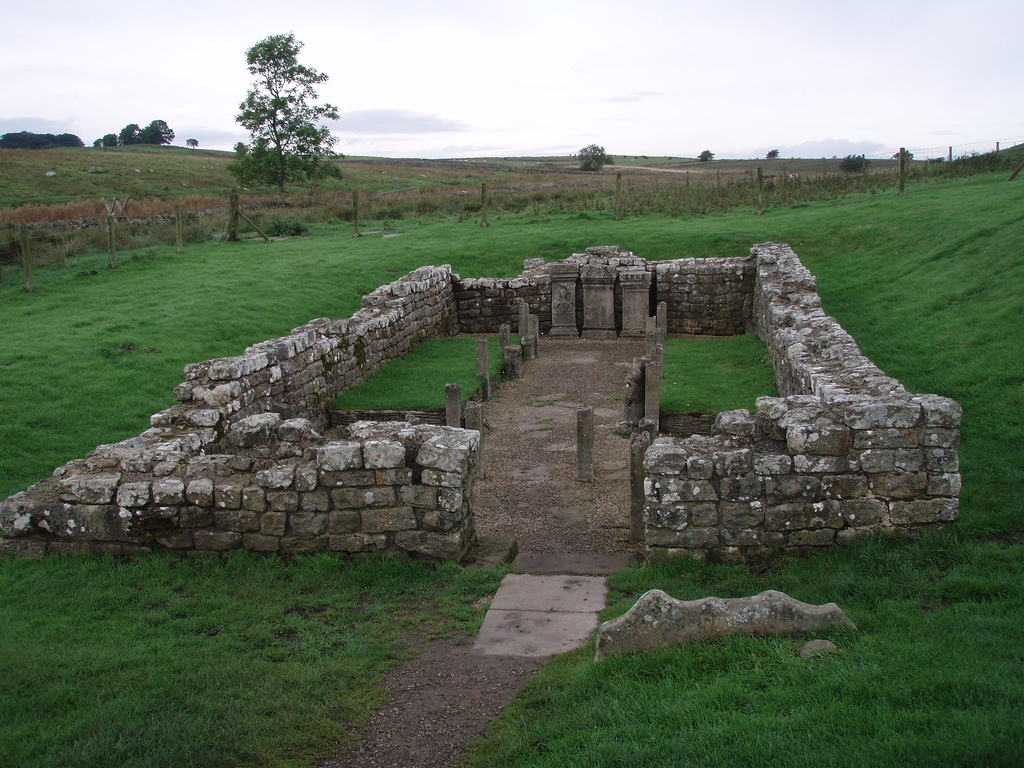
Mitreo di Brocolitia (Carrawburgh)

- Mitreo di Carrawburgh (Brocolitia)
- Mitreo di Housesteads (Vercovicium)
- Mitreo di Londra
- Mitreo di Segontium
- Mitreo di Rudchester, Northumberland (Vindobala)

## Mitrei in Slovenia
- Mitreo di Rožanec, presso Črnomelj[31]
- Mitrei di Ptuj (Poetovio)[32]

## Mitrei in Svizzera
- Mitreo di Martigny
- Mitreo della villa gallo-romana di Orbe-Boscéaz

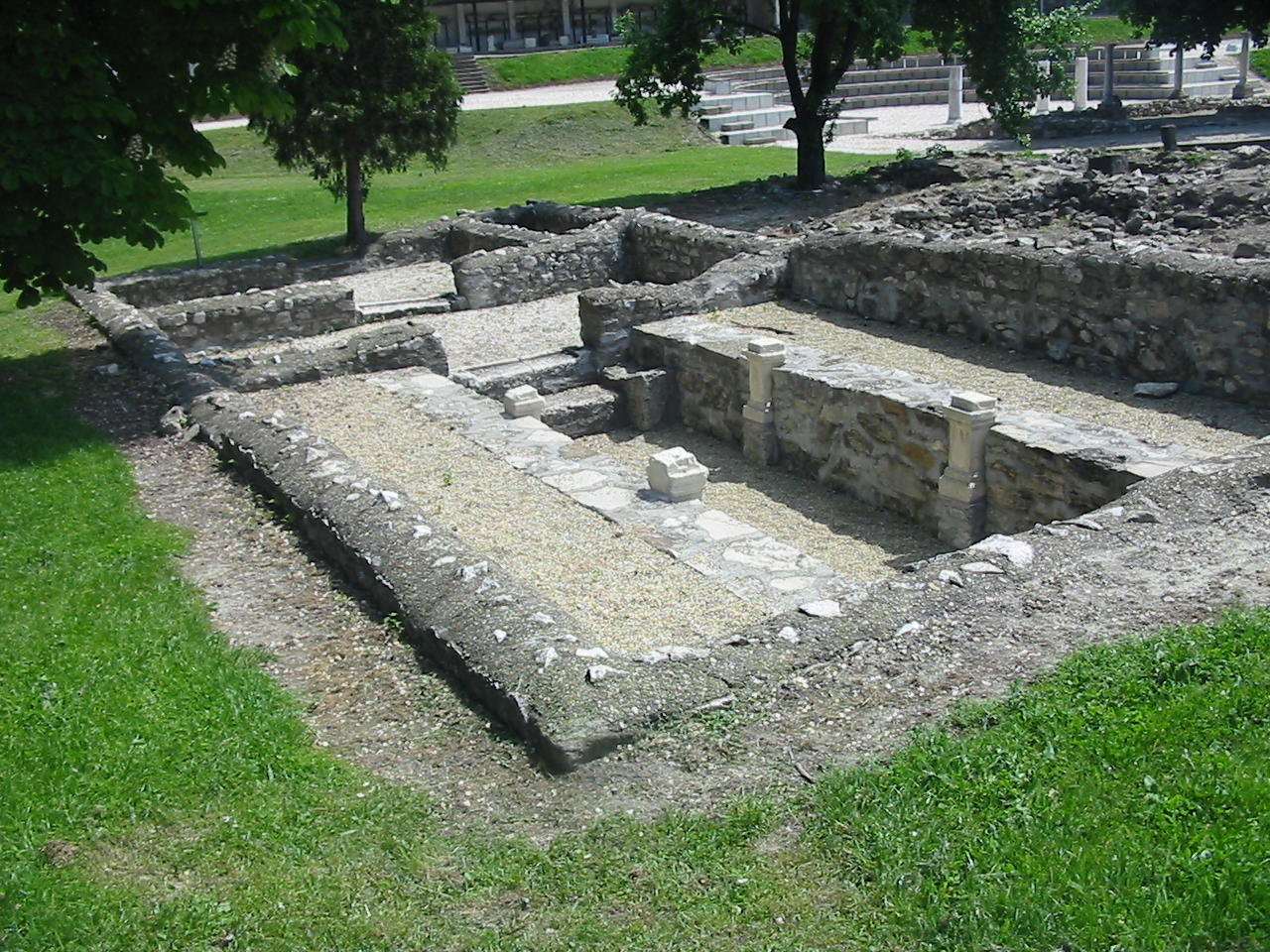
Il mitreo di Vittorino ad Aquincum

## Mitrei in Ungheria
- Mitreo di Marco Antonio Vittorino (Aquincum, Budapest)
- Mitreo di Symphoros e Marcus (Aquincum, Budapest)
- Mitreo di Fertőrákos [33]
- Mitreo/i di Intercisa (Dunaújváros)[34][35]
- Mitreo di Sabaria (Szombathely)
- Mitreo di Hévíz[36]
- Mitreo di Campona[37]